# Wilhelm Wien

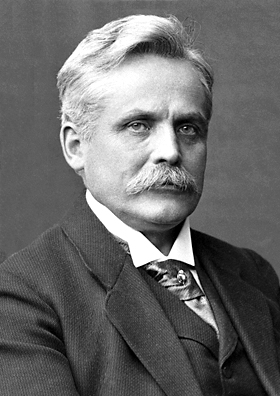
Wilhelm Wien (1911)

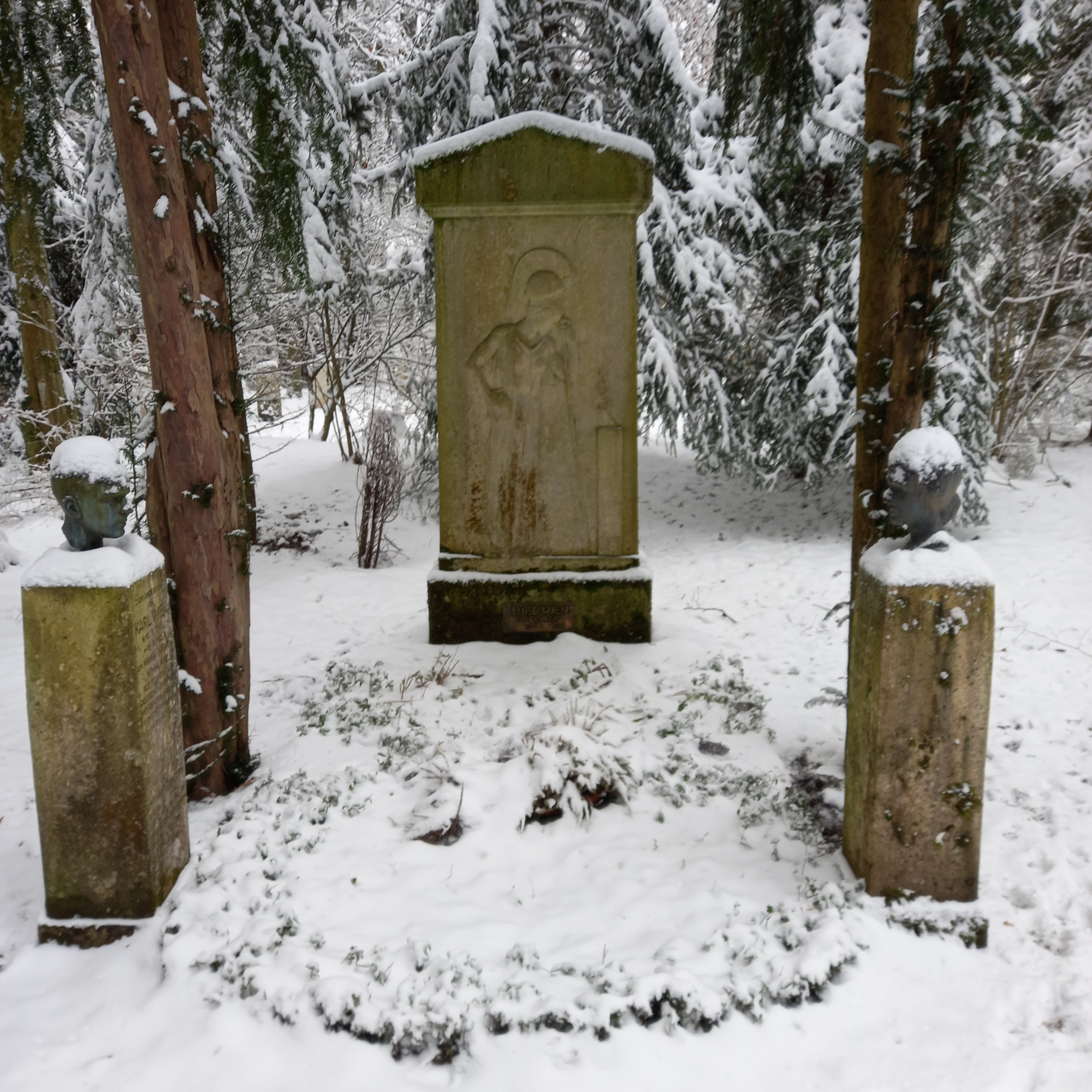
Das Grab von Wilhelm Wien und seiner Ehefrau Luise im Familiengrab auf dem Waldfriedhof (München)

Wilhelm Carl Werner Otto Fritz Franz „Willy“ Wien (* 13. Januar 1864 in Gaffken bei Fischhausen im Samland, Ostpreußen; † 30. August 1928 in München) war ein deutscher Physiker. Er erforschte vor allem die Gesetzmäßigkeiten der Wärmestrahlung und erhielt 1911 dafür den Nobelpreis für Physik.

## Leben
1866 zog Wilhelm Wiens Familie nach Drachenstein bei Rastenburg, wo der Vater Carl Wien einen Gutshof gekauft hatte. Wilhelm besuchte ab 1879 das Gymnasium in Rastenburg. Er musste das Gymnasium aufgrund schlechter Leistungen verlassen, bekam aber Privatunterricht von den Lehrern. Von 1880 bis 1882 besuchte er das Altstädtische Gymnasium (Königsberg).
Ab 1882 studierte er Physik an der Georg-August-Universität Göttingen und der Friedrich-Wilhelms-Universität Berlin. Von 1883 bis 1885 arbeitete er am Laboratorium von Hermann von Helmholtz. 1886 promovierte er zum Dr. phil. Ab 1889 war er als Assistent bei von Helmholtz an der Physikalisch-Technischen Reichsanstalt. Er habilitierte sich 1892 in Berlin.
Seit 1896 Privatdozent bei Adolf Wüllner an der RWTH Aachen, wurde er 1899 von der Hessischen Ludwigs-Universität Gießen auf ihren Lehrstuhl berufen; er trat aber, ernannt am 15. Februar 1900, schon am 1. April 1900 an der Julius-Maximilians-Universität Würzburg die Nachfolge von Wilhelm Conrad Röntgen am dortigen Physikalischen Institut der Philosophischen Fakultät II an, wo er sich mit Maximilian von Frey anfreundete. 1913/14 war Wien Rektor an der Universität Würzburg, wo er um 1916 auch dem Senat angehörte und als nationalgesinnter Professor einen am 30. Juli 1919 gegründeten Deutschvölkischen Verband (Gemeinschaft deutschvölkischer Bünde) unterstützte. Ende 1919 ging Wien an die Ludwig-Maximilians-Universität München, um 1920 dort wiederum die Nachfolge Röntgens als Hochschullehrer anzutreten.
Wien war sehr aktiv in wissenschaftlichen Gremien. 1910 war er Vorsitzender der Gesellschaft Deutscher Naturforscher und Ärzte, 1920–1922 Vorsitzender der Deutschen Physikalischen Gesellschaft. Während des Ersten Weltkrieges engagierte er sich an führender Stelle zusammen mit anderen konservativen Wissenschaftlern für die Interessen des Deutschen Reichs und eine Zurückdrängung insbesondere des englischen Einflusses auf die deutsche Wissenschaft. Im Folgenden setzte er sich aber von den radikaleren Ansichten seines Mitstreiters Philipp Lenard ab, die später zur Propagierung der „Deutschen Physik“ führten. So schlug er 1918 Albert Einstein und Hendrik Antoon Lorentz für den Physiknobelpreis vor.
Wien starb 1928 mit 64 Jahren. Er wurde auf dem Münchner Waldfriedhof beerdigt.
Sein Vetter Max Wien war einer der Pioniere der Hochfrequenztechnik. Wilhelm Wiens Sohn Karl Wien wurde als Extrembergsteiger bekannt.

## Forschung
Wien entwickelte 1893/94 das Wiensche Verschiebungsgesetz, 1894 bis 1896 das Wiensche Strahlungsgesetz zur Beschreibung der von einem Schwarzen Körper ausgesandten thermischen Strahlung in Abhängigkeit von der Wellenlänge. Ab 1898 entwickelte Wien bei seinen Arbeiten an Kanalstrahlen Grundlagen der Massenspektroskopie und identifizierte ein positiv geladenes Teilchen mit der Masse des Wasserstoffatoms, das Proton. Basierend auf Arbeiten von Heaviside und Searle, vertrat Wien in seiner Arbeit von 1900 die Auffassung, dass sämtliche physikalischen Prozesse elektromagnetischer Natur seien und die Masse eines Körpers vollständig aus seiner elektromagnetischen Energie mit {\displaystyle m={\frac {4}{3}}\cdot {\frac {E}{c^{2}}}} berechenbar sei, was ein wichtiger Schritt in Richtung der Äquivalenz von Masse und Energie war. Als überzeugter Anhänger eines elektromagnetischen Weltbildes setzte sich Wien auch intensiv mit den Problemen damaliger Äthertheorien auseinander und entwickelte 1904 Differentialgleichungen zur Elektrodynamik bewegter Körper. Er zählt deshalb zu den Vorläufern der speziellen Relativitätstheorie.
1911 erhielt Wien den Nobelpreis für Physik für die Arbeiten zur Wärmestrahlung.

## Namensgebungen
- Willy-Wien-Laboratorium der Physikalisch-Technischen Bundesanstalt (PTB) auf dem Gelände der WISTA in Berlin-Adlershof
- Wienfilter, siehe Geschwindigkeitsfilter
- Marskrater
- Asteroid (48456) Wilhelmwien
- Wilhelm-Wien-Straße in Würzburg
- Willi-Wien-Straße in München

## Publikationen
- Eine neue Beziehung der Strahlung schwarzer Körper zum zweiten Hauptsatz der Wärmetheorie. In: Sitzungsberichte der Königlich Preußischen Akademie der Wissenschaften zu Berlin, Verlag d. Kgl. Akad. d. Wiss., Berlin 1893, Erster Halbband 1893, S. 55–62 (Erste Veröffentlichung von Wiens „Verschiebungsgesetz“).
- Temperatur und Entropie der Strahlung. In: Annalen der Physik und Chemie. Neue Folge. Band 52, 1894, S. 132–165 (Erste Veröffentlichung von Wiens Strahlungsgesetz für die Energieverteilung der Strahlung in Abhängigkeit von ihrer Wellenlänge bzw. Frequenz).
- Ueber die Energievertheilung im Emissionsspectrum eines schwarzen Körpers. In: Annalen der Physik und Chemie. Neue Folge. Band 58, 1896, S. 612–669 (Erste, mit O. Lummer 1895 erstellte, Angaben der Prinzipien, nach denen ein sogenannter Schwarzer Körper konstruiert werden kann).
- als Herausgeber: Annalen der Physik. Ab 1906.
- Ueber die Fragen, welche die translatorische Bewegung des Lichtäthers betreffen. In: Annalen der Physik. Band 301, Nr. 3, 1898, S. I–XVIII (auf Wikisource).
- Ueber die Möglichkeit einer elektromagnetischen Begründung der Mechanik. In: Annalen der Physik. Band 310, Nr. 7, 1900, S. 501–513, doi:10.1002/andp.19013100703 (auf Wikisource).
- Über die Differentialgleichungen der Elektrodynamik für bewegte Körper. In: Annalen der Physik. Band 318, Nr. 4, 1904, S. 641–662, 663–668 (Teil I und Teil II auf Wikisource).
- Erwiderung auf die Kritik des Hrn. M. Abraham. In: Annalen der Physik. Band 319, Nr. 8, 1904, S. 635–637 (auf Wikisource).
- Zur Elektronentheorie. In: Physikalische Zeitschrift. Band 5, Nr. 14, 1904, S. 393–395 (auf Wikisource).
- Ziele und Methoden der Theoretischen Physik. Festrede zur Feier des dreihundertzweiunddreissigjährigen Bestehens der Königl. Julius-Maximilians-Universität zu Würzburg. Gehalten am 11. Mai 1914. Stürtz, Würzburg 1914.
- Die neuere Entwicklung unserer Universitäten und ihre Stellung im deutsche Geistesleben. Rede für den Festakt in der neuen Universität am 29. Juni 1914 zur Feier der hundertjährigen Zugehörigkeit Würzburgs zu Bayern. Stürtz, Würzburg 1915.
- Ein Rückblick. In: Aus dem Leben und Wirken eines Physikers. Joh. Ambr. Barth, 1930 (Volltext bei Zeno.org – 1927 entstandene Autobiographie).